# An Goovaerts
An Goovaerts (Lier, 9 september 1977) is een Belgische redactrice en journaliste.

## Levensloop
Goovaerts studeerde in 1999 af als licentiate in de toegepaste economische wetenschappen aan het Limburgs Universitair Centrum. Ze was achtereenvolgens redacteur, redactiecoördinator en adjunct-hoofdredacteur alvorens ze in april 2009 hoofdredacteur werd van Trends, een functie die ze uitoefende tot november 2010 toen ze opnieuw aan de slag ging als journaliste voor het blad. Tevens was ze actief als interviewster in De Gast op Kanaal Z.
In april 2011 werd ze 'chef nieuws' bij De Morgen. In november 2014 werd ze samen met Lisbeth Imbo aangesteld tot hoofdredacteur van deze krant.
In maart 2018 werd Jörgen Oosterwaal de algemeen hoofdredacteur van De Morgen en Humo. Goovaerts werd toen ook verantwoordelijk voor de online activiteiten van deze twee bladen. Na strubbelingen op de nieuwsdienst van VTM, werd ze er aangesteld als hoofdredacteur ter vervanging van Nicholas Lataire. Die kwam echter na enkele dagen al terug in functie, maar deelt het hoofdredacteurschap sindsdien met Goovaerts. In 2019 werd het duo vervangen door Klaus Van Isacker. Goovaerts werd binnen het nieuwe moederbedrijf DPG Media "Head of Projects".